# گاروم‌زنگی‌ها
کمبرتوم (نام علمی: Combretum) نام یک سرده از تیره گاروم‌زنگیان است.